# Літій-повітряний акумулятор
Літій-повітряний акумулятор (Li-air) — це металево-повітряний електричний акумулятор, який використовує окиснення літію на аноді та відновлення кисню на катоді для індукції струму.
Поєднання літію та кисню з навколишнього середовища теоретично може призвести до електрохімічних елементів з максимально можливою питомою енергією. Дійсно, теоретична питома енергія неводної літій-повітряної батареї в зарядженому стані продуктом Li2O2 і без урахування маси кисню становить ~40,1 МДж/кг = 11,14 кВт-год/кг літію. Це можна порівняти з теоретичною питомою енергією бензину, ~46,8 МДж/кг. На практиці було продемонстровано літій-повітряні батареї з питомою енергією ~6,12 МДж/кг = 1,7 кВт-год/кг літію на рівні елемента. Це приблизно в 5 разів більше, ніж у комерційної літій-йонної батареї, і цього достатньо, щоб двотонний електромобіль проїхав приблизно 500 км (310 миль) на одному заряді, використовуючи 60 кг літію (тобто 20,4 кВт-год/100 км)). 
Однак літій-повітряним акумуляторам не вистачає практичної потужності та терміну служби для широкого впровадження на ринку електричних акумуляторів. Для успішного комерційного використання зараз існує багато проблем, пов'язаних з руйнівною дією кисню при окисно-відновних процесах на електродах, захист літієвих електродів при використанні водних розчинників, тощо. Розглядаються чотири напрямки пошуку для електролітів: непротогенний, водний, твердий і змішаний водно-непротогенний.

## Конструкція та принцип дії

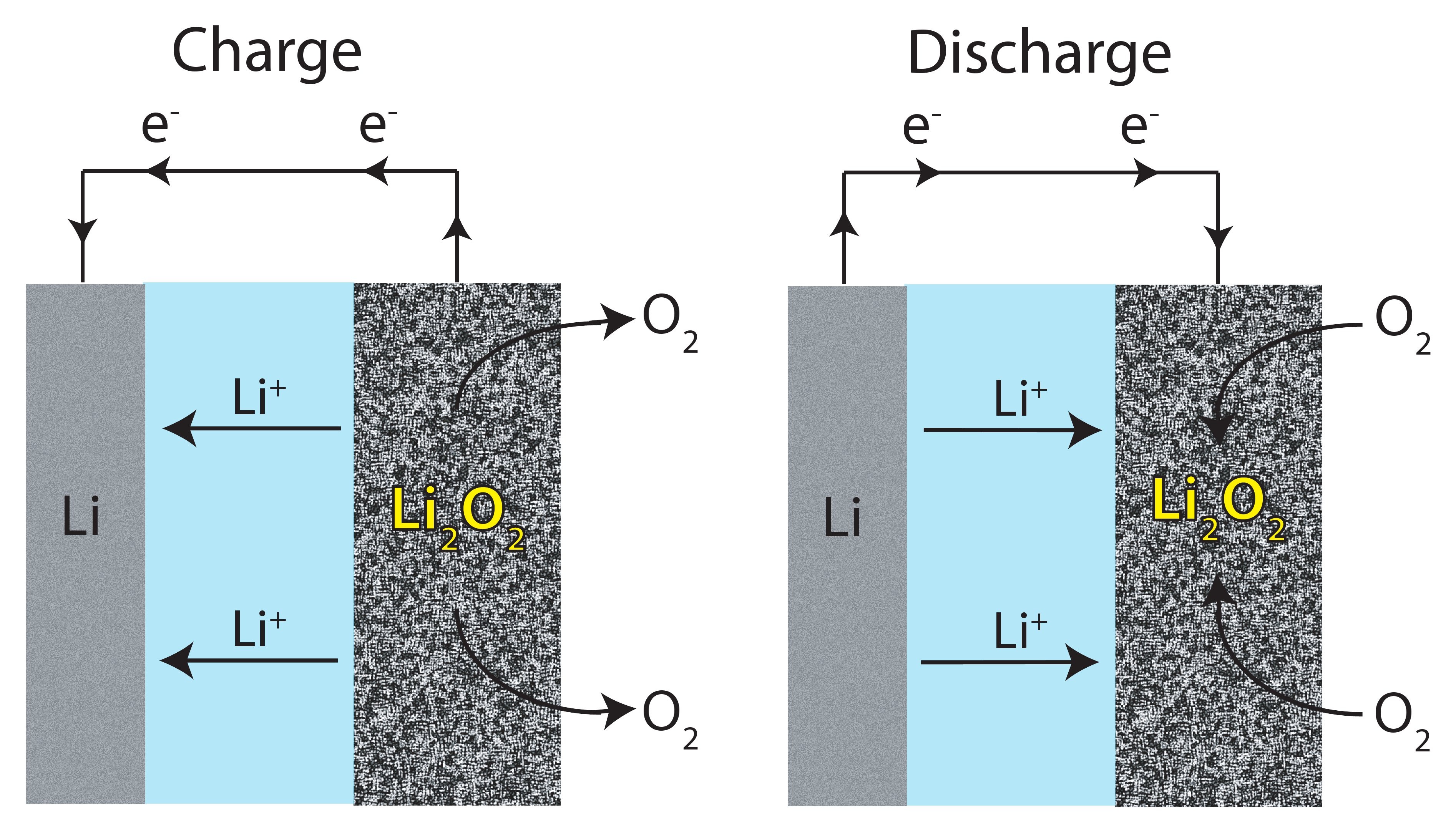
Схема циклів заряду та розряду літій-повітряної батареї

Загалом іони літію рухаються між анодом і катодом через електроліт. Незважаючи на різні втілення в деталях, основний принцип роботи однаковий для всіх типів літій-повітряних акумуляторів. Під час розряду позитивний іон літію виділяється з негативного літієвого електрода через електроліт до позитивного електрода, куди електрон досягає через зовнішній провідник. Там кисень (O2) відновлюється, спочатку утворюючи пероксид літію (Li2O2), а потім в оксид літію (Li2O). Коли акумулятор заряджається, цей процес відбувається у зворотному напрямку: на позитивному електроді виділяється кисень, а на негативному – металевий літій.
Позитивний електрод виготовляється з мезопористого вуглецю і не бере безпосередньої участі в електрохімічному процесі. Вуглець служить електричним провідником і з’єднанням, а мезопориста структура максимізує площу поверхні для полегшення окислення іонів літію або доступу кисню. Негативний електрод складається з блоку металевого літію. Між двома електродами знаходиться електроліт, який може бути рідким або твердим. В останньому випадку це твердотільний акумулятор.

## Інтернет-ресурси
- Argonne opens chapter in battery research – lithium air
- Argonne advanced battery research driving to displace gasoline
- The IBM Battery 500 Project
- PolyPlus battery company
- Lithion, Inc. Lithium–air battery design
- Chemists make breakthrough on road to creating a rechargeable lithium–oxygen battery, University of Waterloo
- A quasi-solid-state rechargeable lithium–oxygen battery based on a gel polymer electrolyte with an ionic liquid.